# Novopavlivka, Bahciîsarai
Novopavlivka (în ucraineană Новопавлівка) este un sat în așezarea urbană Poștove din raionul Bahciîsarai, Republica Autonomă Crimeea, Ucraina.

## Demografie
Componența lingvistică a localității Novopavlivka
     Rusă (90,63%)
     Tătară crimeeană (8,05%)
     Ucraineană (1,32%)
Conform recensământului din 2001, majoritatea populației localității Novopavlivka era vorbitoare de rusă (90,63%), existând în minoritate și vorbitori de tătară crimeeană (8,05%) și ucraineană (1,32%).